# Schadewitzer Feuchtbiotop
Das Naturschutzgebiet Schadewitzer Feuchtbiotop liegt im Landkreis Elbe-Elster in Brandenburg. Es ist Bestandteil des Naturparks Niederlausitzer Heidelandschaft und erstreckt sich westlich von Schadewitz, einem Ortsteil der Gemeinde Schönborn. Östlich des Gebietes verläuft die Landesstraße L 653, am südöstlichen Rand fließt die Kleine Elster, ein rechter Nebenfluss der Schwarzen Elster.

## Bedeutung
Das rund 43,3 ha große Gebiet mit der Kenn-Nummer 1153 wurde mit Verordnung vom 9. Mai 1992 unter Naturschutz gestellt. 